# Münzer (Notabelngeschlecht)

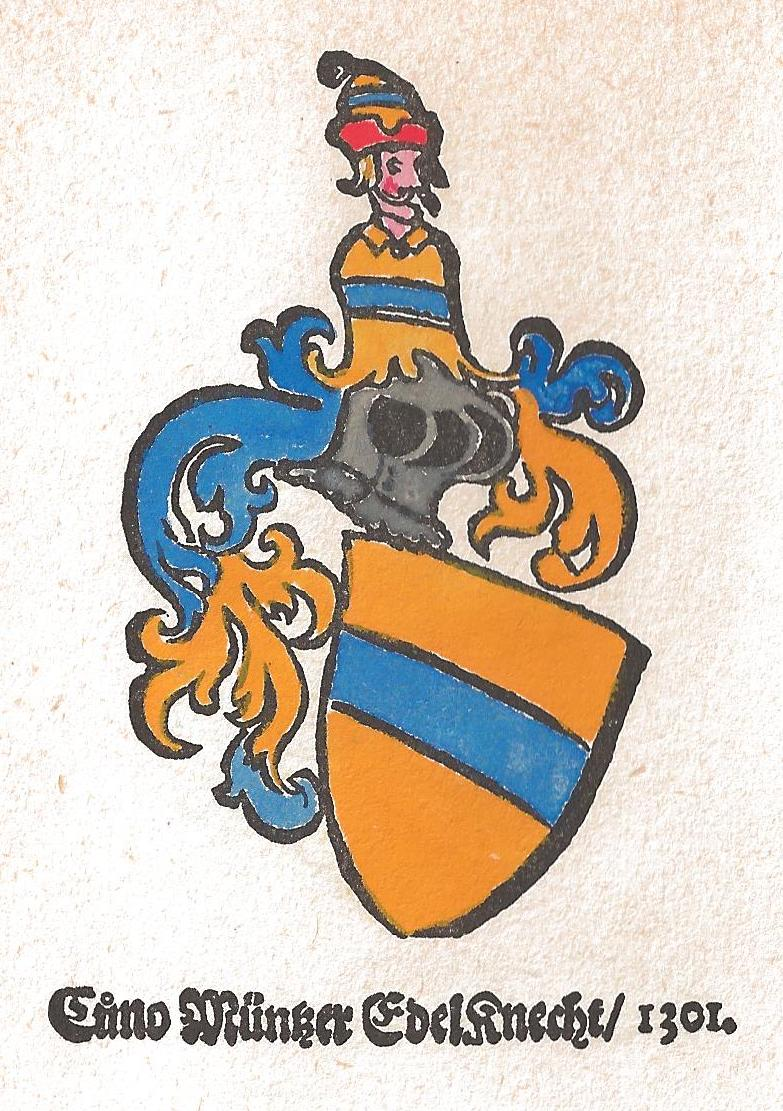
Wappen Münzer (1612)

Die Münzer waren eine der führenden Berner Notabelnfamilie im 13. und 14. Jahrhundert. Namensgebend war die Tätigkeit der Familie als Münzmeister in Bern in der Schweiz.

## Geschichte
Ab 1246 wird die Familie unter Werner Münzer erstmals urkundlich erwähnt.
Die Besitzungen der Familie befanden sich vor allem im Gürbetal. Der Reichtum der Familie basierte auf dem Amt des bernischen Münzmeisters. Sie gerieten Ende des 13. Jahrhunderts in Konflikt mit der adligen Familie von Bubenberg. Im Lauf der Zeit gelang es den Münzer, sich in adlige Familien der Stadt Bern einzuheiraten.
Am Ende des 13. Jahrhunderts hielten die Münzer verschiedene Ämter der Stadt Bern inne.
Die Familie erlosch um 1400 mit Laurenz' Grossneffen Werner, Herrn zu Burgistein und Mitherr zu Hindelbank.

## Wappen
Blasonierung: In Gold ein blauer Balken. Als Helmzier ein Männerrumpf mit Zipfelmütze, Rumpf und Mütze in der Tinktur des Schildes. Die Helmdecken aussen Gold, innen Blau.

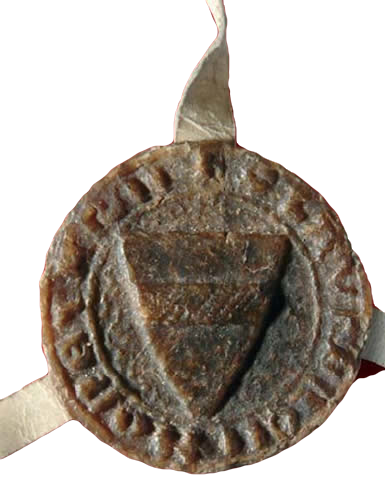
Siegel von Laurenz Münzer.

## Personen
- Konrad Münzer (* vor 1268; † 1302), 1298–1302 Schultheiss von Bern
- Laurenz Münzer (* vor 1298; † nach 1349), 1303–1319 Schultheiss von Bern, ab 1320 weiterhin Kleinrat von Bern, Heerführer, ab 1336 Mitherr zu Spiez
- Werner Münzer († um 1339), Kleiner Rat von Bern, Mitherr zu Herrschaft Weissenau bei Thun
- Katharina Münzer, Heirat mit Peter von Seftigen
- Werner Münzer († um 1400), Mitherr zu Burgistein und Hindelbank.